# Göhrde (gemeindefreies Gebiet)
Das gemeindefreie Gebiet Göhrde befindet sich im Landkreis Lüchow-Dannenberg.
Es hat eine Fläche von 51,81 km² und ist Teil des Staatsforstes Göhrde. Im Nordosten und Osten grenzt es an die Gemeinde Göhrde, im Südosten und Süden an die Gemeinde Zernien desselben Landkreises, im Südwesten und Westen an den Landkreis Uelzen und im Nordwesten und Norden an den Landkreis Lüneburg.
Das gemeindefreie Gebiet ist unbewohnt. Die innerhalb des Gebietes liegenden bewohnten Enklaven Kollase, Röthen und Zienitz sind Teil der Gemeinde Göhrde.